# 切雷尼亚诺
切雷尼亚诺是意大利威尼托大区罗维戈省的一个镇，人口约4000人（2004年）。